# Edith Agu-Ogoke
Edith Agu-Ogoke est une boxeuse nigériane née le 28 août 1990 à Owerri.

## Carrière
Edith Agu-Ogoke est éliminée en quarts de finale du tournoi de boxe aux  Jeux olympiques d'été de 2012 en catégorie poids moyens par la Russe Nadezda Torlopova.
Elle est médaillée d'or dans la catégorie des moins de 75 kg aux championnats d'Afrique de Yaoundé en 2014 ainsi qu'aux Jeux africains de Brazzaville en 2015.
Elle est également médaillée de bronze dans cette même catégorie aux Jeux du Commonwealth de 2014.